# Büsdorfer Mühle

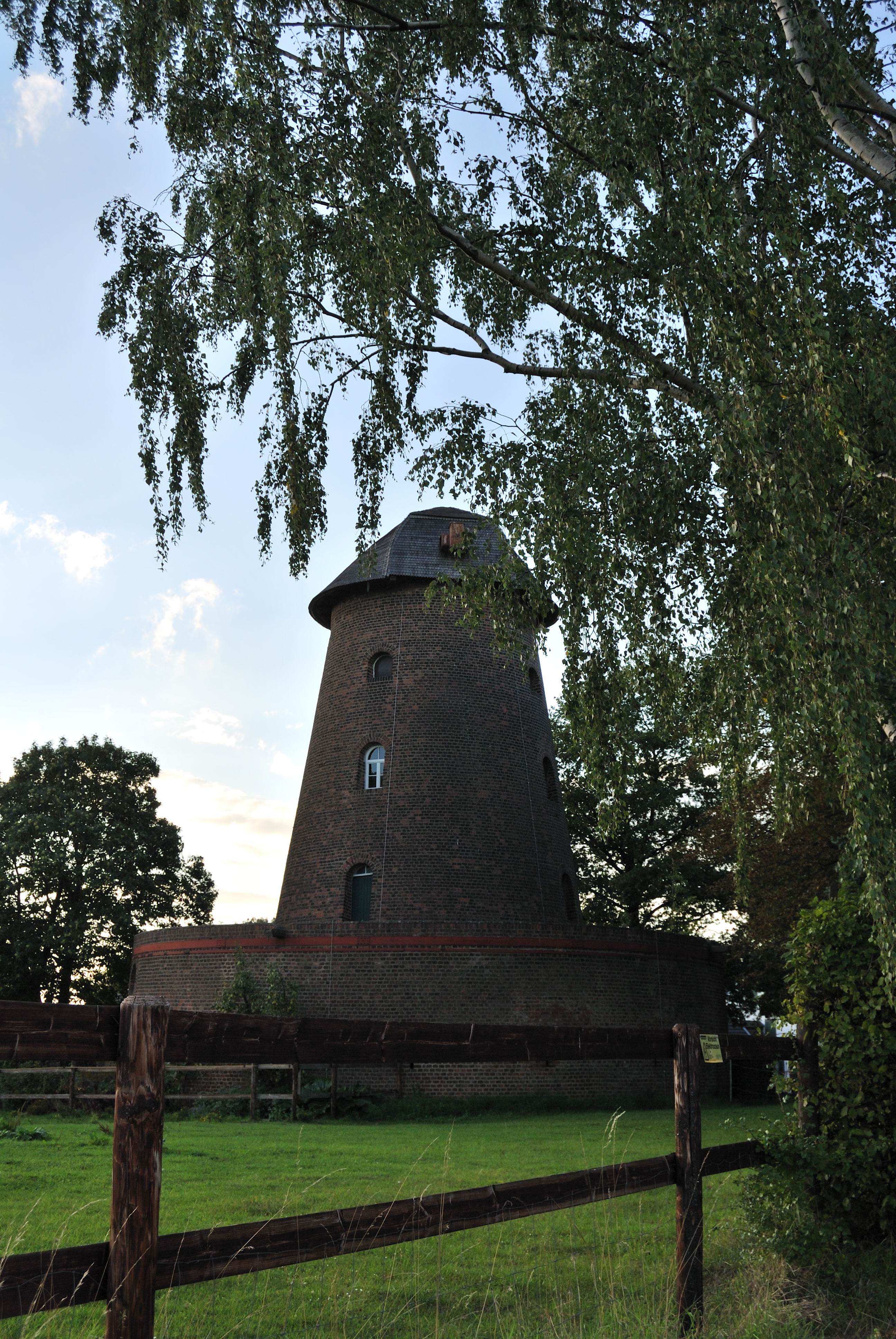
Büsdorfer Mühle

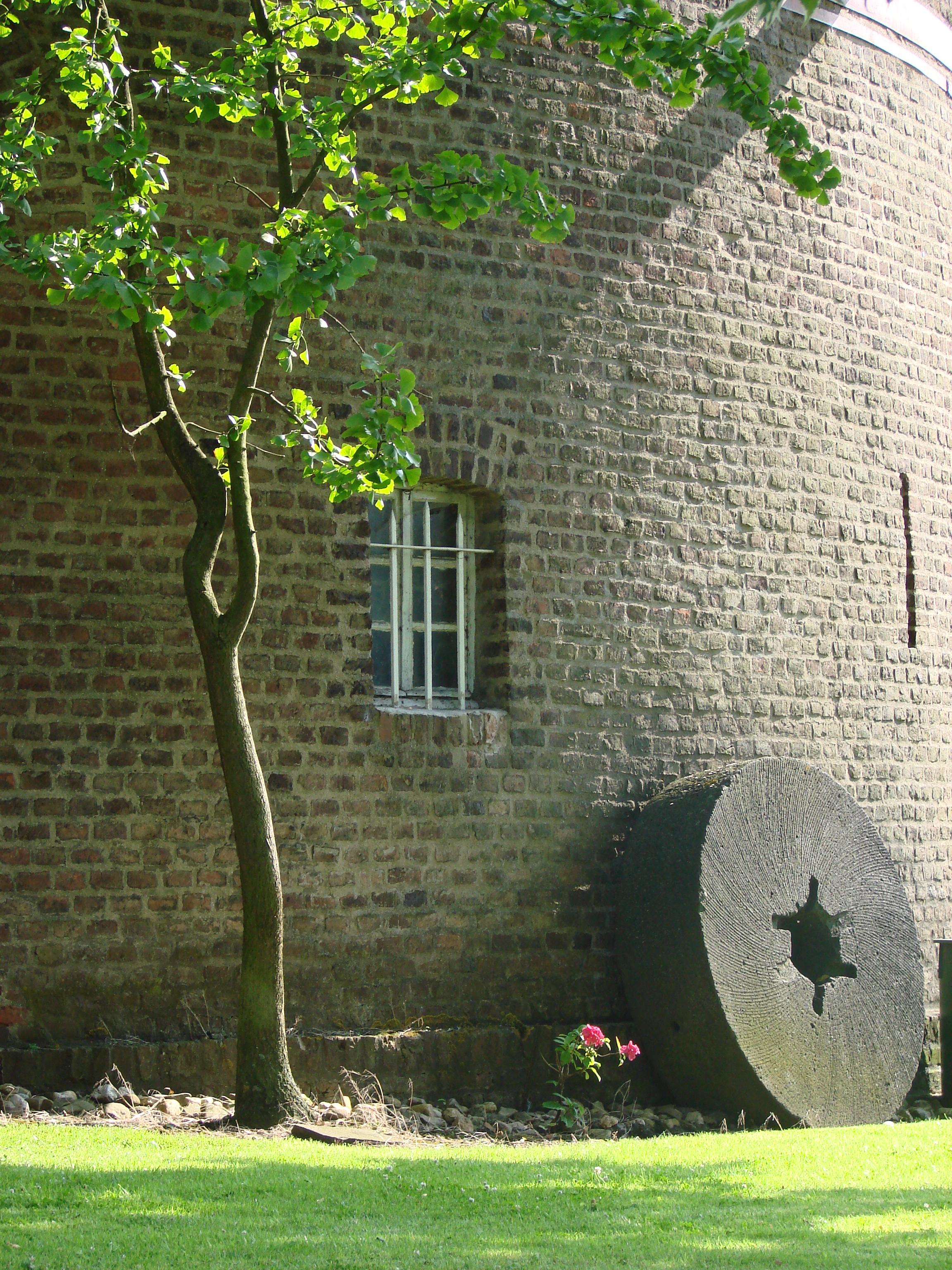
Mühlenstumpf mit Mühlstein

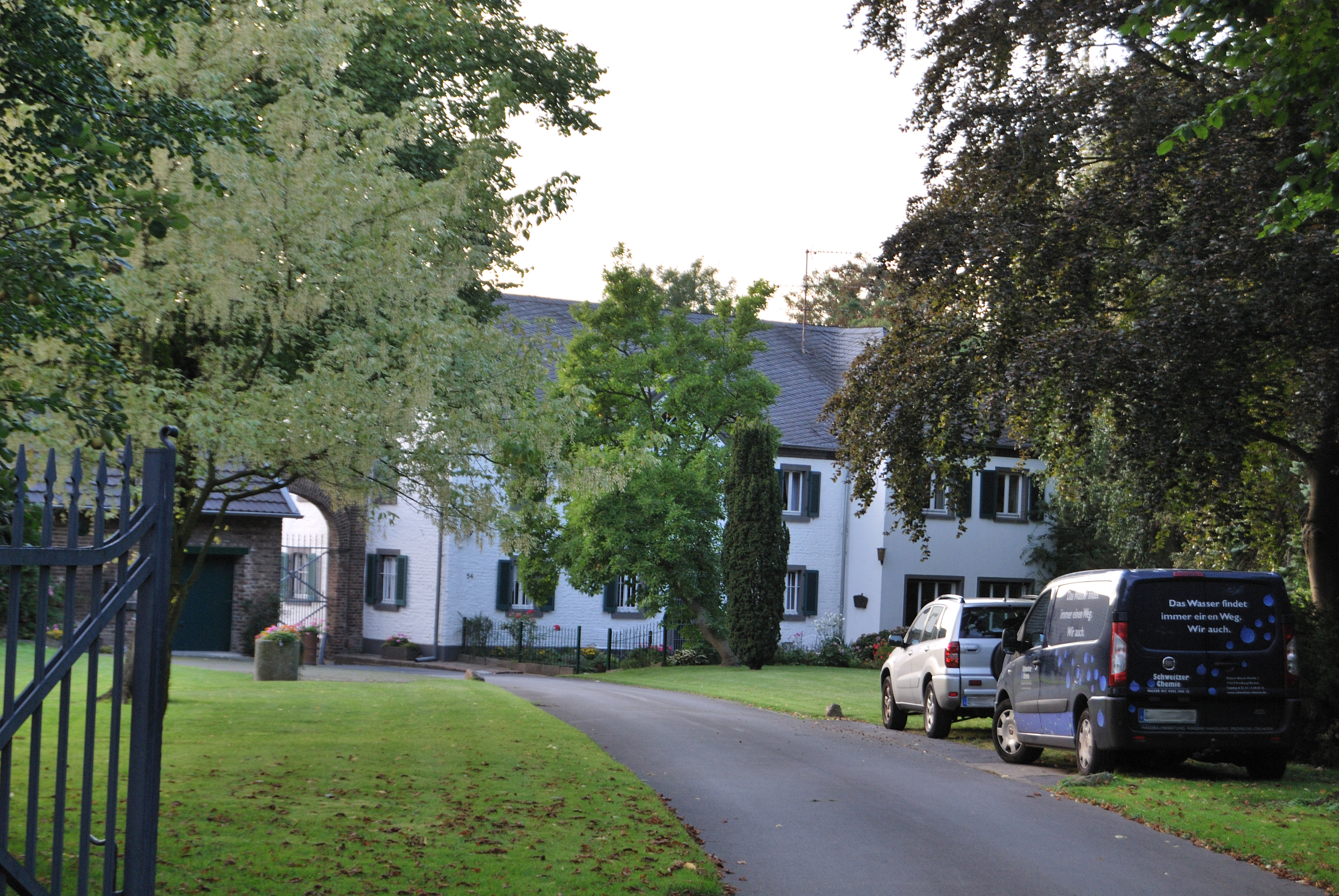
Wohnhaus im Mühlenhof

Die Büsdorfer Mühle ist eine ehemalige Windmühle im Ortsteil Büsdorf der Kreisstadt Bergheim im Rhein-Erft-Kreis in Nordrhein-Westfalen.

## Geschichte
Die erste Mühle in Büsdorf wurde 1583 erbaut. Es handelte sich um eine hölzerne Bockwindmühle, die den Grafen von Neuenahr und den Grafen von Salm-Reifferscheidt, den späteren Herren von Bedburg, gehörte. Im selben Jahr wurde die Mühle im Güterverzeichnis des Büsdorfer Fronhofs von St. Ursula in Köln erwähnt. 1794 erfolgte der Bau der Turmwindmühle, die mehrere Male ihre Besitzer und Pächter wechselte. Die Windmühlensignatur wurde 1807/1808 in der Tranchotkarte eingetragen.
Ein Neubau der Turmwindmühle, welcher die alte hölzerne Bockwindmühle ersetzte, entstand in den Jahren 1847 bis 1850 als Kappenwindmühle, auch Holländerwindmühle genannt, in der heutigen Form. Bis zu ihrer Stilllegung im Jahre 1928 war sie in Betrieb. Das Mahlwerk erhielt ein anderer Müller als Geschenk.
Eine Instandsetzungsmaßnahme in den Jahren 1980 bis 1982 umfasste das Backstein-Außenmauerwerk, die Dächer, Fenster, Schlagläden und das Flügelkreuz. Auch die zugehörige Hofanlage wurde saniert.
Infolge zweier schwerer Stürme verlor die Mühle um 1985 ihre Flügel.

## Beschreibung
Der auf einer kleinen Anhöhe gelegene Mühlenhofkomplex besteht aus der Windmühle mit einem Mühlenteich und aus Backsteinwirtschaftsgebäuden mit Torbogen, welche um einen rechteckigen Hof angeordnet sind, sowie einem zweigeschossigen verputzten Wohnhaus. Ein gusseisernes Hofkreuz von 1843 trägt die Inschrift: Zur höchsten Ehre Gottes von Reiner Müller und den Eheleuten Vincenz Cönen und Elisabeth Müller wohlgeboren in Büsdorf errichtet im Jahre 1843.
Der sich nach oben hin verjüngende dreistöckige Turm der Backsteinturmwindmühle ist auf einen hohen zylinderförmigen Sockel aufgesetzt. Neben der Mühle befindet sich ein zur Straße hin parkartig gestalteter Bereich.

## Denkmalschutz
Die Büsdorfer Mühle wurde am 7. Juli 1989 mit dem Aktenzeichen 58 unter der Nummer 38 in die Liste der Baudenkmäler in Büsdorf eingetragen.